# 國際足協世界盃獎項
國際足協世界盃獎項除了冠亞季軍之外，還設有一些特別獎項。

## 獎項
每一屆世界盃，國際足協為了表揚賽事中在各方面表現出色的球員及球隊，因此設立六個獎項頒發給各球員及球隊以示獎勵，這六個獎項包括：

### 世界杯金靴奖
（Adidas Gold Boot）——是頒發給每屆世界盃決賽週入球數目最多的球員，由於該獎項是由愛迪達公司出資贊助，因此冠以Adidas的名稱，於1930年首次頒發獎項。第二名和第三名分別獲頒發銀靴獎和銅靴獎。

### 世界杯金球奖
世界盃金球獎（Adidas Golden Ball），是頒發給歷屆世界盃足球賽決賽階段表現最優秀的球員的獎項。國際足聯首先公布一個10人候選名單，然後由媒體代表投票選出前三名。分別授予金球、銀球和銅球獎。由於該獎項是由阿迪達斯公司出資贊助，因此冠以Adidas的名稱。
這個獎項通常被認為是足球各國權衡外交的產物，幾乎每屆金球獎的三名得主都來自不同的三個國家。例如2002年世界盃，奧利弗·卡恩戰勝朗拿度奪得最佳球員稱號，就引起了很多爭議。而第三名是首位入選的亞洲人，東道主的球員洪明甫，其同樣充滿爭議性。而2002年世界盃由德國籍守門員簡尼壓倒表現優秀的巴西球星朗拿度贏得金球獎，也一度受到非議。

### 世界杯雅辛奖
世界杯耶辛奖（Yashin Award），又稱「世界盃金手套獎」，是授予每屆世界盃上表現最優秀的守門員的獎項。為了紀念已故前蘇聯著名守門員列夫·雅辛，國際足聯將這個獎項命名為雅辛獎。
至目前為止已頒發過四屆，得獎者都是歐洲球員，其中好幾位都是打入過世界盃決賽，如法國的巴夫斯、德國的簡尼等等。。

### 世界杯最佳年青球員
（Gillette Best Young Player）——賽事中表现最优秀的21歲以下的年青球員，由於該獎項是由吉列公司出資贊助，因此冠以Gillette的名稱，於2006年首次頒發獎項。

### 世界盃全明星隊
（All-Star Team）是賽事表現最佳的球員，組成一隊全明星隊。1998年開始頒發。

### 世界盃公平競賽獎
（FIFA World Cup Fair Play Trophy）——是頒發給每屆世界盃決賽週保持著公平競爭的良好紀錄的球隊，只有晉身賽事第二圈的球隊才可以列入獎項提名名單當中，於1970年首次頒發獎項。

### 最富娛樂性的球隊
（Most Entertaining Team）——由公眾人士選出每屆世界盃決賽週最富娛樂性的球隊，於1994年首次頒發獎項。